# いつくしみふかき
『いつくしみふかき』は、2020年公開の日本映画。大山晃一郎の長編映画初監督作品であり、渡辺いっけいの映画初主演作品でもある。

## 概要
劇団チキンハートを主宰する遠山雄の引きこもりだった知人と、知人の父親についての実話を下にした映画である。その知人の父親はいわゆる「やくざ者」であったが父親の葬儀の際に知人は涙ながらに「みんないろいろ言うけれど僕にとっては父です」と語ったのが、遠山には印象的だった。その知人が住んでいた長野県飯田市に、劇団員が交代に住み込み、5年がかりで映画化を行っている。
父親・広志を演じる渡辺いっけいは本作が映画初主演となり、息子・進一を遠山雄が演じるダブル主演作品となる。
監督の大山自身も家庭環境が良くなくて、大山と大山の父親との関係は劇中の主要エピソードに反映されている。なお、大山の父親は本作が封切られてほどなくして亡くなっている。
ファンタジア国際映画祭（カナダ）のコンペティション部門に正式出品され、2020年1月時点で11の賞を受賞している。
本作は、大手映画会社が関わらない、いわゆるインディーズ作品であるが、2020年6月公開から2020年10月までに日本全国で1万人を動員したことで、同年11月にテアトル新宿（東京都）で再上映された。

## あらすじ
広志（渡辺いっけい）は出産のため入院した妻・加代子（平栗あつみ）の実家に盗みに入ったものの、すぐに見つかってしまう。広志は猟銃で撃たれそうになったところを牧師・源一郎（金田明夫）のとりなしで「悪魔」として村を追われることになる。その時に産まれた広志と加代子の息子・進一（遠山雄）は「悪魔」の息子として村人に疎まれて育つ。
進一が産まれて30年、仕事も続かない進一は自分ひとりでは何もできない男になっていた。村で連続空き巣事件が発生し、村人たちは盗人の「悪魔」の息子である進一の犯行だと、警察に訴える代わりに進一を村から追い立てようとし、進一は源一郎の教会へと駆け込む。
そのころ、広志は舎弟の浩二（榎本桜）を連れては、人を騙してはお金を巻き上げていた。ある事件で浩二が広志の身代わりになって捕まる。広志が源一郎に借金をしに来たところ、源一郎にしばらくいっしょにくらすことを提案される。源一郎は進一のことを「金持ちの息子」だと広志に嘘をつき、広志と進一は互いが実の父子とは知らないで共同生活を始めた。

## キャスト
キャスティングについては、広志役がなかなか決まらずにいたところへ、大山晃一郎が助監督のキャリアで親しくなった渡辺いっけいのほうからオファーが行われた。テレビドラマなどに多数出演のある渡辺の「テレビとは違うを姿を見たい」ということで決定。実際の撮影現場でも普段は計算立てて演技を行う渡辺であったが、本作においては自分自身でも判らないような状態で、完成した映画を観ても、凄いものは目撃した気がするが、面白いのか、何点か、渡辺自身にはまったく判断ができず、自身が演じる「広志」に「これは誰だ？」というような感想を抱いている。撮影時にも「テレビでの顔が出てた」として何度もNGが出されている。
もう1人の主演の遠山雄とは大山と知り合って長いものの、まったく気が合わないことを大山は公言しており、プライベートで飲みに行くこともなく、一緒に劇団と映画をやっても「しんどい」という思いしかしていない。遠山の演技に対しては、大山も「OKとかNGとか言いたくない」と述べており、「遠山の演技がクソやったから、この映画が売れなかった」と後で文句言うつもりで、互いに無言の圧をかけながら作った感じがすると述べている。
その他の登場人物には「山間で育った人の感じ」があると考え、喋り方も含めて現地の役者さんを使いたいという大山の考えから、ロケ地の飯田市出身の役者を10人くらいキャスティングしている。
- 広志 - 渡辺いっけい
- 進一 - 遠山雄
- 源一郎 - 金田明夫[1]
- 浩二 - 榎本桜（劇団チキンハート）[1]
- その他 - 三浦浩一、眞島秀和、塚本高史[1]

## スタッフ
- 監督 - 大山晃一郎（劇団チキンハート演出）[1]

## 主題歌
主題歌を担当するタテタカコもまた「飯田縛り」の1人で、飯田市出身である。
当初、賛美歌の『いつくしみ深き』をタテに歌ってもらうことでオファーをしていたが、タテのライブを見に行った大山が歌を聴いて号泣し、気が変になってしまい（大山談）、急遽オリジナル曲を依頼した。

## 受賞歴
- ゆうばり国際ファンタスティック映画祭2019 ゆうばりファンタランド大賞（「観客賞」に相当）[1]
- ファンタジア国際映画祭2019（カナダ）ファーストフューチャーコンペティション 入選
- 第五回新人監督映画祭 観客賞
- 第五回富士湖畔の映画祭 作品賞、監督賞、最優秀助演俳優賞（遠山雄）
- 門真国際映画祭2019 最優秀ケータリング賞、最優秀監督賞、観客賞、最優秀助演女優賞（平栗あつみ）
- 第12回オホーツク網走映画祭 北斗七星賞
- 日本芸術センター第11回映像グランプリ グランプリ
- JAPAN CUTS HOLLYWOOD2019 正式招待上映